# Luciano Berio

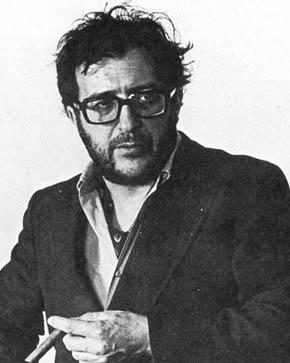
Luciano Berio, 1970

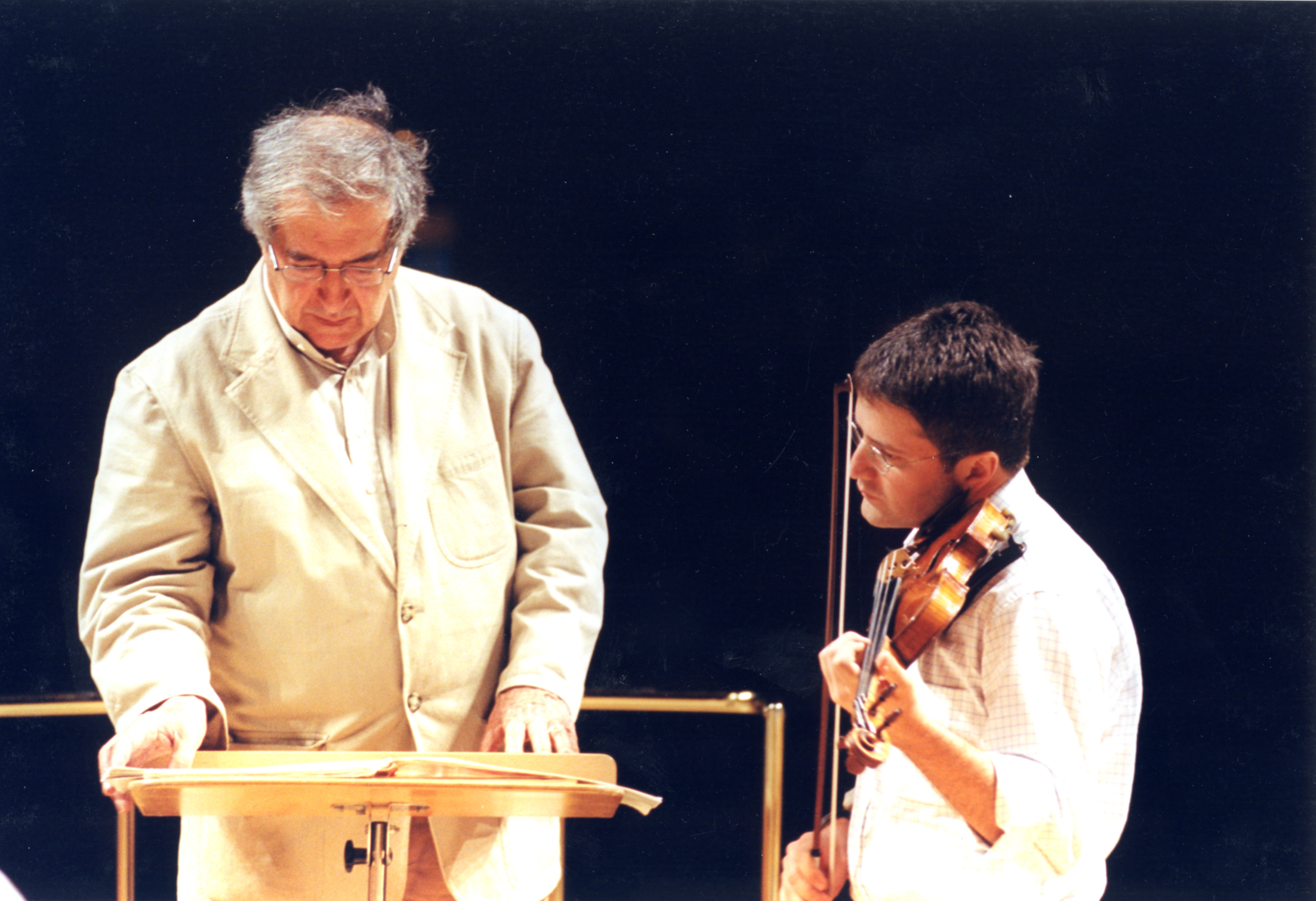

Luciano Berio (* 24. Oktober 1925 in Oneglia; † 27. Mai 2003 in Rom) war ein italienischer Komponist, bekannt für seine experimentellen Kompositionen und als einer der Pioniere der elektronischen Musik.

## Leben
Berio wurde in einer musikalischen Familie in der ligurischen Küstenstadt Oneglia geboren. Sowohl sein Vater als auch sein Großvater waren Organisten und lehrten ihn das Klavierspiel. Während des Zweiten Weltkriegs wurde er zur Armee eingezogen, verletzte sich aber bereits am ersten Tag mit einem Gewehr die Hand. Er verbrachte einige Zeit in einem Militärkrankenhaus und floh schließlich, um sich einer Widerstandsgruppe anzuschließen.
Nach dem Krieg studierte Berio am Mailänder Konservatorium bei Giulio Cesare Paribeni (1891–1964) und Giorgio Federico Ghedini. Durch die verletzte Hand am Klavierspiel gehindert, konzentrierte er sich auf die Komposition. 1947 fand die erste öffentliche Aufführung eines seiner Werke statt, einer Suite für Klavier.
Zu dieser Zeit verdiente Berio seinen Lebensunterhalt mit der Begleitung von Gesangsklassen; dabei lernte er die amerikanische Sopranistin Cathy Berberian kennen. Sie heirateten kurz nach seinem Universitätsabschluss 1950 (die Ehe wurde 1964 geschieden).
1951 ging Berio in die Vereinigten Staaten, um in Tanglewood bei Luigi Dallapiccola zu studieren, der sein Interesse an serieller Musik weckte. Bruno Maderna brachte ihn zu den Darmstädter Ferienkursen für Neue Musik, die er von 1954 bis 1959 besuchte. Dort lernte er Pierre Boulez, Karlheinz Stockhausen, György Ligeti und Mauricio Kagel kennen. Er begann sich für elektronische Musik zu interessieren und gründete 1955 mit Bruno Maderna in Mailand das Studio di Fonologia Musicale, ein Studio für elektronische Musik. Er lud eine Reihe bedeutender Komponisten ein, hier zu arbeiten, darunter Henri Pousseur und John Cage. Darüber hinaus gab er eine Zeitschrift für elektronische Musik heraus, die Incontri Musicali.
1960 kehrte Berio als „Composer in Residence“ nach Tanglewood zurück und übernahm 1962 auf Einladung von Darius Milhaud eine Dozentenstelle am Mills College in Oakland (Kalifornien). 1965 begann er, an der Juilliard School zu unterrichten, wo er das Juilliard Ensemble gründete, das sich der Aufführung zeitgenössischer Musik widmet. Im gleichen Jahr heiratete er zum zweiten Mal.
Währenddessen arbeitete Berio stetig an seinen Kompositionen. 1966 gewann er den Prix Italia für Laborintus II, 1968 wurde mit großem Erfolg sein wohl bekanntestes Werk, die Sinfonia, uraufgeführt.
1972 kehrte Berio wieder nach Italien zurück. Von 1974 bis 1980 war er Direktor der Abteilung für Elektroakustik am IRCAM in Paris. 1977 heiratete er zum dritten Mal (seine zweite Ehe mit Susan Oyama war 1971 geschieden worden). Bei den Weltmusiktagen der International Society for Contemporary Music (ISCM World Music Days) wirkte er 1982 als Juror. 1987 gründete er in Florenz Tempo Reale, ein Zentrum mit ähnlicher Ausrichtung wie das IRCAM. 1988 wurde er mit einem Antonio-Feltrinelli-Preis ausgezeichnet.
Von 1994 bis 2000 war er „Distinguished Composer in Residence“ in Harvard. Zudem wurde er 1994 in die American Academy of Arts and Sciences gewählt. 1985 wurde er als auswärtiges Ehrenmitglied in die American Academy of Arts and Letters aufgenommen. Im Jahr 2000 wurde er als assoziiertes Mitglied in die Königliche Akademie der Wissenschaften und Schönen Künste von Belgien aufgenommen.
Luciano Berio starb 2003 in Rom, er hinterließ seine zweite Frau, Susan Oyama, sowie seine dritte Frau Talia Pecker Berio, die zwei Töchter Cristina und Marina Berio, die drei Söhne Stefano, Dani und Yoni Berio und vier Enkel.

## Musik
Berios avantgardistischen elektronische Werke stammen zum überwiegenden Teil aus seiner Zeit am Mailänder Studio di Fonologia. Eines seiner einflussreichsten Werke aus dieser Zeit ist Thema (Omaggio a Joyce) von 1958, in dem Cathy Berberian aus James Joyce’ Ulysses liest. In einer späteren Arbeit, Visage (1961), erschuf Berio eine wortlose emotionale Sprache, indem er Fragmente einer Aufnahme von Berberians Stimme arrangierte.
1968 vollendete Berio O King. Von dieser Komposition existieren zwei Versionen, eine für Stimme, Querflöte, Klarinette, Geige, Violoncello und Klavier, die andere für acht Stimmen und Orchester. Das Stück ist der Erinnerung an Martin Luther King gewidmet, der wenig vorher einem Attentat zum Opfer gefallen war.
Die Orchesterfassung von O King wurde kurz nach ihrer Vollendung in die Sinfonia (1968–69) für Orchester und acht Stimmen integriert. Die Stimmen werden hier nicht auf traditionelle Art eingesetzt; die Sänger werden durch Mikrophone verstärkt, außer Gesang wird rhythmisiertes oder freies Sprechen und Flüstern verlangt. Berio verwendet Textmaterial aus verschiedensten Quellen, so aus Claude Lévi-Strauss’ Le cru et le cuit, Samuel Becketts The Unnameable, Aufführungsanweisungen aus diversen Partituren, Solmisations- und Scatsilben oder Kommentare zu gerade erklingenden musikalischen Zitaten. Besonders bekannt geworden ist der dritte Satz; hier nimmt Berio den dritten Satz aus Mahlers Zweiter Symphonie und lässt das Orchester eine leicht gekürzte und neu arrangierte Version davon spielen. Gleichzeitig rezitieren verschiedene Stimmen Texte aus verschiedenen Quellen, und das Orchester spielt Zitate von Claude Debussy, Arnold Schönberg und anderen. Auf diese Weise entsteht eine dichte Collage. Das Ergebnis ist ein Werk mit dem in der klassischen Musik üblichen Schema von Spannung und Auflösung – unter Verwendung einer völlig neuen Sprache. Zu jedem Zeitpunkt spielen die tatsächlich verwendeten Akkorde und Melodien eine untergeordnete Rolle gegenüber der Tatsache, dass man ein bestimmtes Zitat von Mahler, Alban Berg oder Beckett hört. Aus diesem Grund wird der Satz oft als eines der ersten Beispiele für Postmoderne in der Musik betrachtet. Auch wurde er als Dekonstruktion von Mahlers zweiter Symphonie beschrieben, ähnlich wie Visage eine Dekonstruktion von Berberians Stimme gewesen war.
A-Ronne, von 1975, verwendet ebenfalls die Collagetechnik, konzentriert sich aber mehr auf die Stimmen. Es ist ein Stück für acht Stimmen und optionalem Klavierteil. Die Arbeit ist eine aus einer Serie von Kooperationen mit dem Dichter Edoardo Sanguineti, der für sie einen Text voller Zitate der Bibel, T.S. Eliots und Karl Marx’ schuf.
Nicht alle von Berios Arbeiten zitieren Werke anderer. Vielleicht die bekannteste unter denen, für die das nicht zutrifft, ist die Serie von Kompositionen für Soloinstrumente unter dem Namen Sequenze. Sequenza I entstand 1958 und ist für Querflöte, die letzte Sequenza XIV, für Violoncello, wurde 2002 vollendet. Gemeinsames Charakteristikum dieser Arbeiten ist, dass sie die Möglichkeiten des Instrumentes zu erkunden suchen, und oft neue Spieltechniken verlangen. So werden auch in dem technisch schwierigen Stück Sequenza XI aus dem Jahr 1988 verschiedenste Spieltechniken der Gitarre miteinander verbunden.
Berio war dafür bekannt, die Musik von anderen zu adaptieren und zu verwandeln, aber er unterwarf auch seine eigenen Werke diesem Prozess: die Serie der Sequenze war Ausgangspunkt einer Reihe von Chemins genannten Werken, die jeweils auf den Sequenze basieren. Chemins II (1967) etwa geht von der ursprünglichen Sequenza VI für Bratsche aus und adaptiert sie für Bratsche und neun weitere Instrumente. Durch Hinzunahme weiterer Instrumente entstanden daraus weitere Ableitungen, Chemins IIb, Chemins IIc und Chemins III. Die Namen der abgeleiteten Werke folgen nicht zwangsläufig diesem Schema, so basiert etwa Corale von 1981 auf der Sequenza VIII für Solovioline.
Neben eigenständigen Arbeiten unternahm Berio eine Reihe von Arrangements von älteren Arbeiten, darunter Werke von Claudio Monteverdi, Henry Purcell, Johannes Brahms und Gustav Mahler. Für Berberian schrieb er Folk Songs (1964) sowie (1967) Bearbeitungen dreier Lieder von John Lennon und Paul McCartney. Ebenfalls in diesen Zusammenhang gehört auch seine Vollendung von Giacomo Puccinis Oper Turandot (uraufgeführt am 25. Mai 2002 in Los Angeles (Kent Nagano)); in seinem Orchesterstück Rendering (1989) vervollständigte er die wenigen Skizzen, die Franz Schubert für seine Symphonie Nr. 10 hinterlassen hat, mit eigener, von anderen Werken Schuberts abgeleiteter Musik.
Zu den weiteren Kompositionen Berios gehören Circles (1960) und Recital I (for Cathy) (1972), beide für Berberian geschrieben, und eine Reihe von Bühnenwerken, von denen Un re in ascolto, in Zusammenarbeit mit Italo Calvino entstanden, vermutlich das bekannteste ist.

## Werke
- Opus Number Zoo, Kinderoper 1951; 1970 mit Texten von Rhoda Levine für fünf Blasinstrumente, 1981 revidierte Fassung.
- Thema (Omaggio a Joyce), 1958
- Sequenze I–XIV, 1958–2002 für Soloinstrument
- Sequenza I, 1958
- Circles, 1960
- Visage, 1961
- Passaggio (messa in scena), 1961–1962
- Folk Songs, 1964
- Wasserklavier, 1965
- Chemins I–VII, 1965–1996 für Soloinstrument und Ensemble/Kammerorchester
- Laborintus II; das Werk brachte ihm 1966 den Prix Italia ein
- Gesti, 1966 (Werk für Altblockflöte Solo)
- Chemins II, 1967
- O King, 1968
- Sinfonia, 1968, Leonard Bernstein gewidmet; Auftragsarbeit für die New Yorker Philharmoniker, Uraufführung mit diesen und den Swingle Singers 1968 unter Berios Leitung. Uraufführung der endgültigen fünfsätzigen Fassung 1969 auf den Donaueschinger Musiktagen mit dem Südwestfunk-Orchester unter Ernest Bour.
- Recital I (for Cathy), 1972
- A-Ronne, 1974 (Tonbandfassung) bzw. 1975 (Konzertante Fassung)
- Coro, 1975–1976
- Quattro versioni originali della "Ritirata notturna di Madrid", 1975 (nach Luigi Boccherini)
- Corale, 1981
- Un re in ascolto, Uraufführung Salzburger Festspiele 1984 unter Lorin Maazel
- Call (St. Louis Fanfare), 1985/1987
- Sequenza XI, 1988 für Solo-Gitarre (beispielsweise eingespielt 1996 von Franz Halász)
- Ofanìm, 1988 (rev. 1997)
- Concerto II "Echoing Curves", 1988/89 (nach den Entwürfen der 10. Sinfonie in D-dur, D936a, von Franz Schubert)
- Rendering, 1989/90
- Outis, 1996
- Cronaca del luogo, 1999
- Altra voce, 1999
- Sequenza XIV, 2002 für Violoncello
- Stanze, 2003; Deutsche Erstaufführung: Musikfest Berlin 2010

## Bibliographie
- Peter Altmann, Sinfonia von Luciano Berio. Eine analytische Studie, Wien, Universal Edition, 1977.
- AA.VV., "Sequenze per Luciano Berio", Milano, BMG Ricordi 2000, ISBN 8875926859.
- Luciano Berio "Un ricordo al futuro" (Lezioni americane), Torino, Einaudi, 2006. ISBN 88-06-13993-2
- Gianmario Borio, Musikalische Avantgarde um 1960. Entwurf einer Theorie der informellen Musik, Laaber, Laaber Verlag 1993.
- Ute Brüdermann, Das Musiktheater von Luciano Berio, Bern/Frankfurt/New York, Peter Lang 2007, ISBN 3-631-54004-3.
- Rossana Dalmonte, Luciano Berio. Intervista sulla musica, Bari, Edizioni Laterza 1981.
- Claudia Sabine Di Luzio, Vielstimmigkeit und Bedeutungsvielfalt im Musiktheater von Luciano Berio, Mainz, Schott 2010.
- Norbert Dressen, Sprache und Musik bei Luciano Berio. Untersuchungen zu seinem Vokalschaffen, Regensburg, Bosse 1982, ISBN 3-7649-2258-3.
- Giordano Ferrari, Les débuts du théâtre musical d’avantgarde en Italie, Paris, L'Harmattan 2000.
- Thomas Gartmann, »...dass nichts an sich jemals vollendet ist.« Untersuchungen zum Instrumentalschaffen von Luciano Berio, Paul Haupt, Bern/Stuttgart/Wien 1995; 2. Auflage. 1997, ISBN 3-258-05646-3.
- René Karlen/Sabine Stampfli (edd.), Luciano Berio. Musikmanuskripte, (= »Inventare der Paul Sacher Stiftung«, vol. 2), Basel (Paul Sacher Stiftung) 1988.
- Jürgen Maehder, Zitat, Collage, Palimpsest – Zur Textbasis des Musiktheaters bei Luciano Berio und Sylvano Bussotti, in: Hermann Danuser/Matthias Kassel (edd.), Musiktheater heute. Internationales Symposion der Paul Sacher Stiftung Basel 2001, Mainz, Schott 2003, S. 97–133.
- Jürgen Maehder, Giacomo Puccinis »Turandot« und ihre Wandlungen – Die Ergänzungsversuche des III. »Turandot«-Aktes, in: Thomas Bremer/Titus Heydenreich (edd.), Zibaldone. Zeitschrift für italienische Kultur der Gegenwart, vol. 35, Tübingen, Stauffenburg 2003, pp. 50–77.
- Florivaldo Menezes, Un essai sur la composition verbale électronique »Visage« de Luciano Berio, (= »Quaderni di Musica/Realtà«, vol. 30), Modena 1993.
- Florivaldo Menezes, Luciano Berio et la phonologie. Une approche jakobsonienne de son œuvre, Frankfurt/Bern/New York, Peter Lang 1993.
- Fiamma Nicolodi, Pensiero e giuoco nel teatro di Luciano Berio, in: Fiamma Nicolodi, Orizzonti musicali italo-europei 1860-1980, Roma, Bulzoni 1990, pp. 299–316.
- David Osmond-Smith, Playing on Words. A Guide to Berio's »Sinfonia«, London (Royal Musical Association) 1985.
- David Osmond-Smith (ed.), Luciano Berio. Two Interviews with Rossana Dalmonte and Bálint András Varga, New York/London 1985.
- David Osmond-Smith, Berio, (= Oxford Studies of Composers, vol. 24), Oxford/New York, Oxford University Press 1991.
- David Osmond-Smith, Nella festa tutto? Structure and Dramaturgy in Luciano Berio's »La vera storia«, in: Cambridge Opera Journal 9/1997, pp. 281–294.
- David Osmond-Smith, Here comes nobody: a dramaturgical exploration of Luciano Berio's »Outis«, in: Cambridge Opera Journal 12/2000, pp. 163–178.
- Michél Philippot, Entretien Luciano Berio, in: La Revue Musicale, numéro spécial Varèse – Xenakis – Berio – Pierre Henry, Paris 1968, pp. 85–93.
- Enzo Restagno (ed.), Berio, Torino,  Edizioni EDT 1995, ISBN 88-7063-248-2.
- Edoardo Sanguineti, Teatro. K, Passaggio, Traumdeutung, Protocolli, Milano, Feltrinelli 1969.
- Edoardo Sanguineti, Per Musica, a cura di Luigi Pestalozza, Modena/Milano, Mucchi/Ricordi 1993.
- Charlotte Seither, Dissoziation als Prozeß. »Sincronie for string quartet« von Luciano Berio, Kassel, Bärenreiter 2000, ISBN 3-7618-1466-6.
- Peter Stacey, Contemporary Tendencies in the Relationship of Music and Text with Special Reference to »Pli selon pli« (Boulez) and »Laborinthus II« (Berio), New York/London, Garland 1989.
- Ivanka Stoïanova, Verbe et son »centre et absence«. Sur »Cummings ist der Dichter« de Boulez, »O King« de Berio et »Für Stimmen... Missa est« de Schnebel, in: Musique en jeu, 1/1974, pp. 79–102.
- Ivanka Stoïanova, Texte – geste – musique, Paris (10/18) 1978, (»O King«, pp. 168–173).
- Ivanka Stoïanova, Prinzipien des Musiktheaters bei Luciano Berio – »Passaggio«, »Laborintus II«, »Opera«, in: Otto Kolleritsch (ed.), Oper heute. Formen der Wirklichkeit im zeitgenössischen Musiktheater, »Studien zur Wertungsforschung 16«, Graz/Wien, Universal Edition 1985, pp. 217–227.
- Ivanka Stoïanova, Luciano Berio. Chemins en musique, Paris, La Revue Musicale 1985, No. 375–377.
- Ivanka Stoïanova, Procédés narratifs dans le théâtre musical récent: L. Berio, S. Bussotti et K. Stockhausen, in: Ivanka Stoïanova, Entre Détermination et aventure. Essais sur la musique de la deuxième moitié du XXème siècle, Paris (L'Harmattan) 2004, pp. 243–276.
- Ulrich Tadday (ed.): Musik-Konzepte. Luciano Berio, München, edition text + kritik 2005, 124 S., ISBN 3-88377-784-6.
- Marco Uvietta, »È l'ora della prova«: un finale Puccini-Berio per »Turandot«, in: Studi musicali 31/2002, pp. 395–479; english translation: »È l'ora della prova«: Berio's finale for Puccini's »Turandot«, in: Cambridge Opera Journal 16/2004, pp. 187–238.
- Matthias Theodor Vogt, Listening as a Letter of Uriah: A note on Berio's »Un re in ascolto« (1984) on the occasion of the opera's first performance in London (9 February 1989), in: Cambridge Opera Journal 2/1990, pp. 173–185.
- Jean-François Lyotard, "'A Few Words to Sing': Sequenza III", in: Jean-François Lyotard, Miscellaneous Texts II: Contemporary Artists. Leuven: Leuven University Press, 2012, ISBN 978-90-586-7886-7